# اشتیهل
اشتیهل (انگلیسی: Stihl) شرکت جنگل‌داری آلمانی است، که در سال ۱۹۲۶ توسط آندریاس اشتیهل تأسیس شد.